# Piper cuyabanum
Piper cuyabanum är en pepparväxtart som beskrevs av C. Dc.. Piper cuyabanum ingår i släktet Piper och familjen pepparväxter. Inga underarter finns listade i Catalogue of Life.